# Anja Wicker
Anja Wicker, née le 22 décembre 1991 à Stuttgart, est une biathlète handisport allemande concourant en LW10-5  pour les athlètes concourant assisses. Elle a représenté l'Allemagne en ski de fond et en biathlon aux Jeux paralympiques d'hiver avec un titre en 2014 et participe également à des compétitions de cyclisme à main.

## Biographie
Wickerest atteint du syndrome de régression caudale, une malformation qui affecte le développement de la colonne vertébrale inférieure.
Anja Wicker commence le ski nordique en 2006 et concoure sur la scène internationale à partir de 2010. Elle décroche son premier podium aux Championnats du monde de 2013 lorsque Wicker remporte l'argent au sprint de biathlon. Qualifiée pour participer aux Jeux paralympiques d'hiver de 2014 dans les épreuves de ski de fond et de biathlon, elle y remporte sa première médaille d'or dans l'épreuve féminine de biathlon assis de 10 km et décroche une médaille d'argent dans l'épreuve féminine de biathlon assis de 12,5 km.
Wicker réaliser une performance décevante aux Championnats du monde 2015 à Cable, aux États-Unis. Elle termine deux fois vainqueur de la Coupe du monde de biathlon et a également remporté l'or dans l'épreuve individuelle féminine de biathlon aux Championnats du monde 2017 à Finsterau, en Allemagne.Malheureusement, elle réalise des performances bien en deçà des attentes aux Jeux paralympiques d'hiver de 2018 de PyeongChang en Corée du Sud, sans ramener de médaille. 
Elle remporte un titre mondial aux championnats du monde de para-sports de neige 2021 qui se sont tenus à Lillehammer dans l'épreuve féminine de biathlon assis de 6 km ainsi qu'une médaille de bronze au 7,5 km assis féminin en ski de fond. 
Lors de sa troisième participation paralympiques lors des Jeux de Pékin en 2022, elle remporte la médaille de bronze du 10 km assis.

## Palmarès

### Jeux paralympiques
| Épreuve / Édition   | Biathlon   | Biathlon    | Biathlon      | Ski de fond       | Ski de fond | Ski de fond |
| Épreuve / Édition   | 6 km assis | 10 km assis | 12,5 km assis | Sprint assis      | 5 km assis  | 12 km assis |
| ------------------- | ---------- | ----------- | ------------- | ----------------- | ----------- | ----------- |
| JP 2014 Sotchi      | 6e         | Or          | Argent        | éliminé en qualif | 9e          | 8e          |
| JP 2018 PyeongChang | 9e         | 8e          | 9e            | éliminé en demi   | 16e         | NC          |
| JP 2022 Pékin       | 5e         | Bonze       | 4e            | NC                | NC          | NC          |